# Nacionalismo castelhano

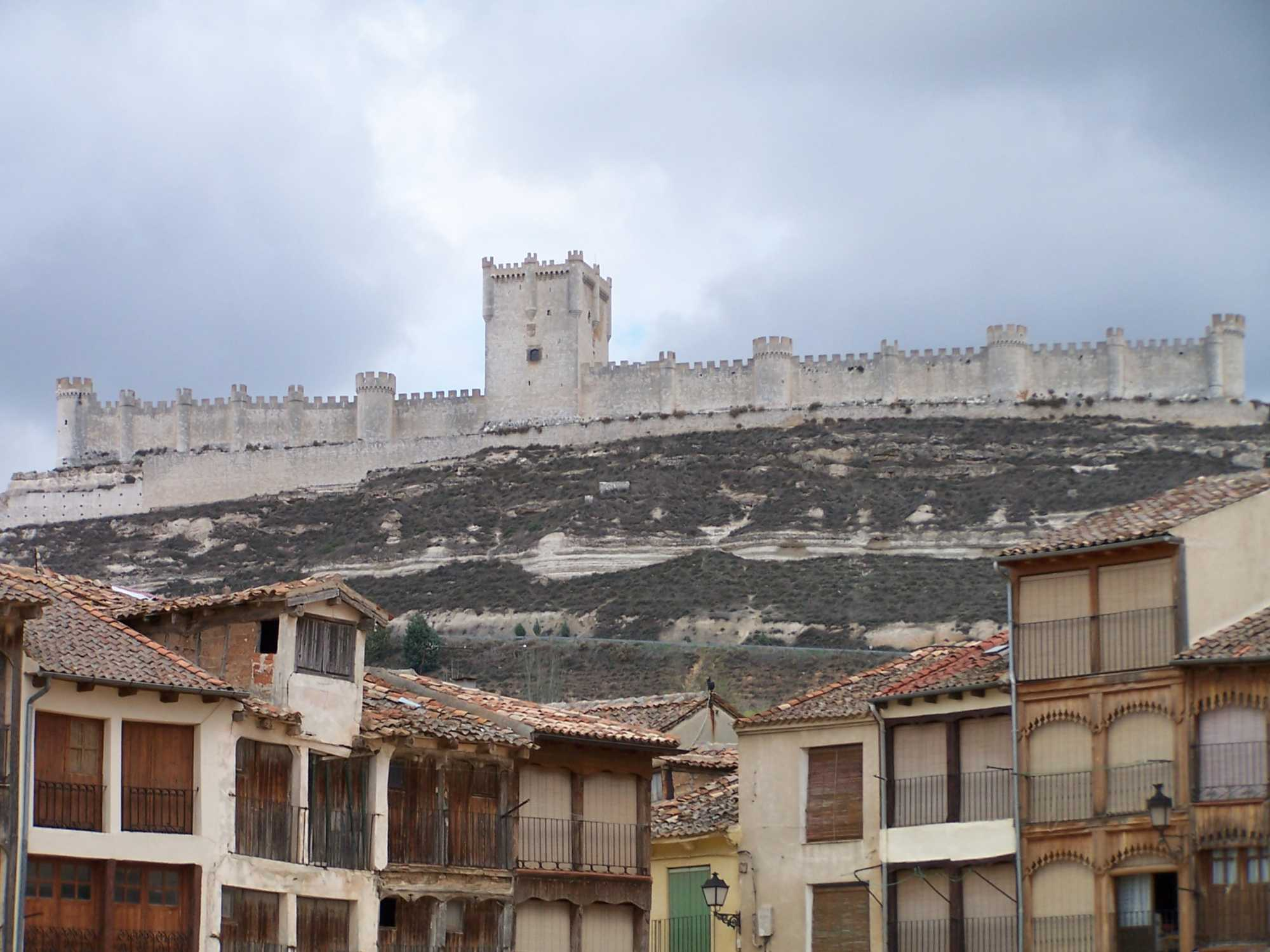
O Castelo Peñafiel.

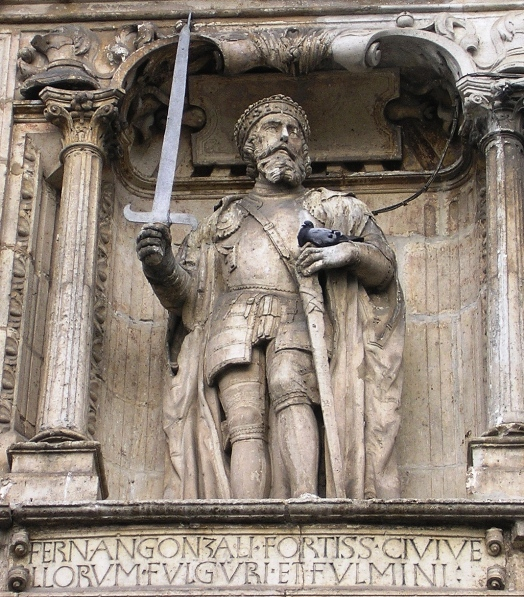
Escultura do Conde Fernão Gonçalves de Castela sobre o Arco de Santa Maria, Gonçalves foi o primeiro conde de Castela.

Nacionalismo de castela, ou "Castelhanismo" (em castelhano:  Castellanismo), é um movimento político, que defende para o reconhecimento nacional de Castela, e, em alguns casos, a sua independência.
Alguns nacionalistas de Castela defendem os valores e as tradições dos rebeldes do Guerra das Comunidade de Castela, para que eles chamam de "comuneros". Alguns deles também alegam que a união do atual  Comunidade Autónoma de Cantábria, Castela e Leão, Castela-La Mancha, La Rioja e Madrid.
Em 23 de abril é comemorado como o Dia Nacional de Castela após a derrota dos comuneros na Batalha de Villalar, em 1521.

## Símbolos

Bandeira de Castela e Leão, que é usado pelos nacionalistas de Castela
Bandeira de Castela usado antes da concessão de autonomia de Castela e Leão, ele é usado pelos defensores de uma organização de Castela e nacionalistas de Castela.
Uma versão roxa de um pavilhão de Castela.
Uma bandeira de Castela usado pelos adeptos da Esquerda de Castela.

## Atuais partidos políticos
- Esquerda de Castela
- Tierra Comunera
- Partido de Castela
- Ahora Castilla